# Ferran Cremades
Ferran Cremades i Arlandis (Bellreguard (Valencia), 19 de enero de 1950) es un novelista de la Comunidad Valenciana, España. Ha publicado casi toda su obra en valenciano. En 2006 publicó su primera novela en castellano.
Aunque en sus inicios literarios publicó por su cuenta un libro de poemas (Paraula de vent i de foc, 1976), su obra está formada casi por completo por narrativa, dirigida a un público adulto, aunque ha publicado dos novelas juveniles. Ha sido el único escritor que ha ganado en dos ocasiones el Premio Sant Jordi de novela.

## Novelas publicadas
En valenciano:
- 1978 Coll de serps
- 1979 Canelobres daurats
- 1980 La regina de la pobla de les fembres peccadrius
- 1983 El cant de la Sibyla
- 1984 La lluna del temps
- 1985 Cafè fet exprés
- 1987 Hotel Àfrica
- 1989 Vaixell de neu (juvenil)
- 1991 Línia trencada
- 1994 Dragomon (juvenil)
- 1995 Plaça rodona

En castellano:
- 2006 Jaime I el conquistador

## Premios literarios
- 1977 Sant Jordi por Coll de serps
- 1983 Premio de la Crítica del País Valencià por El cant de la Sibyla
- 1986 Premio Prudenci Bertrana por Hotel Àfrica
- 1990 Sant Jordi por Línia trencada
- 1994 Premio Joanot Martorell de narrativa por Plaça Rodona.